# Le Muy
Le Muy (provenzalisch Lo Muei oder Lou Muei) ist eine französische Gemeinde mit 9882 Einwohnern (Stand 1. Januar 2022) im Département Var in der Region Provence-Alpes-Côte d’Azur. Sie gehört zum Arrondissement Draguignan und zum Kanton Vidauban. Die Bewohner werden Muyois und Muyoises genannt.

## Geographie
Le Muy liegt in der Provence etwa elf Kilometer südöstlich von Draguignan. Die Flüsse Argens, Nartuby und Endre durchfließen den Ort.
Umgeben wird Le Muy von den sieben Nachbargemeinden:
| La Motte | Callas                                      | Bagnols-en-Forêt      |
| Les Arcs | Kompassrose, die auf Nachbargemeinden zeigt | Roquebrune-sur-Argens |
| Vidauban |                                             | Sainte-Maxime         |

## Geschichte
Die Herkunft des Namens Le Muy ist nicht eindeutig geklärt. Im Jahr 1178 erscheint er als Modius, dem lateinischen Ausdruck für Scheffel in den Quellen. Genauso ist auch von Muyco, was auf provenzalisch feuchter, mooriger Ort bedeutet.
Im 11. Jahrhundert war Le Muy zunächst Lehen von Saint-Victor, später der Grafen der Provence. Im 13. und 14. Jahrhundert lag ein Teil der Herrschaft bei den Familien Balb de Saint-Alban und Pontevès. Im Jahr 1430 ging die Gewalt in die Hände der Rascas, die dort ein Marquisat errichteten.
Im Jahr 1536 leisteten die Bewohner Widerstand gegen die Invasion der Provence durch Kaiser Karl V. und planten einen Mordanschlag. Irrtümlicherweise wurde an seiner Stelle der Dichter Garcilaso de la Vega getötet. Die Aufständischen wurden trotz des Versprechens des Kaisers, sie zu schonen, wenn sie sich stellten, gehängt. In Le Muy gedenken zwei Schilder dem Dichter und dem Heldenmut der Einwohner von Le Muy.
Am 15. August 1944 landeten in Le Muy im Zuge der Operation Dragoon alliierte Fallschirmspringereinheiten zur Befreiung von der deutschen Besatzung.

## Bevölkerungsentwicklung
| Le Muy: Einwohnerzahlen von 1793 bis 2016                                                                                  | Le Muy: Einwohnerzahlen von 1793 bis 2016 | Le Muy: Einwohnerzahlen von 1793 bis 2016 | Le Muy: Einwohnerzahlen von 1793 bis 2016 | Le Muy: Einwohnerzahlen von 1793 bis 2016 |
| --- | ----------------------------------------- | ----------------------------------------- | ----------------------------------------- | ----------------------------------------- |
| Jahr |                                           |                                           |                                           | Einwohner                                 |
| 1793 | 1793                                      |                                           | 1.542                                     | 1.542                                     |
| 1800 | 1800                                      |                                           | 1.502                                     | 1.502                                     |
| 1806 | 1806                                      |                                           | 1.659                                     | 1.659                                     |
| 1821 | 1821                                      |                                           | 1.738                                     | 1.738                                     |
| 1831 | 1831                                      |                                           | 2.045                                     | 2.045                                     |
| 1836 | 1836                                      |                                           | 2.116                                     | 2.116                                     |
| 1841 | 1841                                      |                                           | 2.197                                     | 2.197                                     |
| 1846 | 1846                                      |                                           | 2.189                                     | 2.189                                     |
| 1851 | 1851                                      |                                           | 2.274                                     | 2.274                                     |
| 1856 | 1856                                      |                                           | 2.258                                     | 2.258                                     |
| 1861 | 1861                                      |                                           | 2.443                                     | 2.443                                     |
| 1866 | 1866                                      |                                           | 2.341                                     | 2.341                                     |
| 1872 | 1872                                      |                                           | 2.589                                     | 2.589                                     |
| 1876 | 1876                                      |                                           | 2.711                                     | 2.711                                     |
| 1881 | 1881                                      |                                           | 2.694                                     | 2.694                                     |
| 1886 | 1886                                      |                                           | 2.789                                     | 2.789                                     |
| 1891 | 1891                                      |                                           | 2.827                                     | 2.827                                     |
| 1896 | 1896                                      |                                           | 2.953                                     | 2.953                                     |
| 1901 | 1901                                      |                                           | 3.062                                     | 3.062                                     |
| 1906 | 1906                                      |                                           | 3.226                                     | 3.226                                     |
| 1911 | 1911                                      |                                           | 3.269                                     | 3.269                                     |
| 1921 | 1921                                      |                                           | 3.147                                     | 3.147                                     |
| 1926 | 1926                                      |                                           | 3.339                                     | 3.339                                     |
| 1931 | 1931                                      |                                           | 3.327                                     | 3.327                                     |
| 1936 | 1936                                      |                                           | 3.138                                     | 3.138                                     |
| 1946 | 1946                                      |                                           | 2.615                                     | 2.615                                     |
| 1954 | 1954                                      |                                           | 2.725                                     | 2.725                                     |
| 1962 | 1962                                      |                                           | 3.128                                     | 3.128                                     |
| 1968 | 1968                                      |                                           | 3.820                                     | 3.820                                     |
| 1975 | 1975                                      |                                           | 4.280                                     | 4.280                                     |
| 1982 | 1982                                      |                                           | 5.442                                     | 5.442                                     |
| 1990 | 1990                                      |                                           | 7.248                                     | 7.248                                     |
| 1999 | 1999                                      |                                           | 7.826                                     | 7.826                                     |
| 2006 | 2006                                      |                                           | 8.604                                     | 8.604                                     |
| 2011 | 2011                                      |                                           | 9.189                                     | 9.189                                     |
| 2016 | 2016                                      |                                           | 9.248                                     | 9.248                                     |
| Quelle(n): EHESS/Cassini bis 1999, INSEE ab 2006 Anmerkung(en): Ab 1962 offizielle Zahlen ohne Einwohner mit Zweitwohnsitz |                                           |                                           |                                           |                                           |

## Sehenswürdigkeiten
- Die Burgruine in Notre-Dame-de-la-Roquette datiert aus dem 13. Jahrhundert. Die erste Erwähnung des „Castrum von Roqueta“ stammt aus den Jahren 1232–1244 und es ist wahrscheinlich, dass die Entstehung dieser kleinen Siedlung nicht viel früher als dieses Datum erfolgte. La Roquette erscheint in der Erhebung von 1315–1316 nicht, wurde aber möglicherweise zu Le Muy gezählt. Das Datum seiner Aufgabe ist daher unbekannt.
- Burgruine in La Roquette. Von diesem Ort ist keine urkundliche Spur bekannt, es sei denn, es wird mit „Rocca Taliada“ identifiziert, deren Saint-Victor-Kirche in der Nähe von Roquebrune-sur-Argens durch päpstliche Zeichen von 1113 und 1135 zugunsten der Abtei von Marseille bestätigt wurde. Die Burg aus dem 12. Jahrhundert würde in diesem Fall älter sein als die nahe gelegene von La Roquette und ihre Aufgabe hätte vor dem 13. Jahrhundert stattgefunden.
- Burgruine Marsen aus dem 11. Jahrhundert in San-Luen. Das ab 1039 erwähnte „Castrum von Marsens“ gehörte der Familie der Vicomtes von Fréjus, die von dieser Festung aus einen der besten Teile des Argens-Tals mit Straßen- und Flussverkehr kontrollierte. Die Siedlung entwickelte sich jedoch vor allem in der „Villa Modium“, die in der Ebene am Fuße des befestigten Geländes lag und seit 1023 erwähnt wird. Die Befestigung der Gemeinde Le Muy im 13. Jahrhundert war wahrscheinlich eine der Folgen von der Aufgabe von Marsens, das noch bis 1252 mit seinem Konkurrenten koexistierte. Marsens war 1998 Gegenstand einer Teilgrabung unter der Leitung von Richard Vasseur, der drei Siedlungsperioden beobachten konnte: die erste aus der Eisenzeit (wahrscheinlich ein Oppidum), die zweite aus der Antike, die letzte aus dem Mittelalter (14. Jahrhundert).
- Das ehemalige Herrenhaus mit seinem Turm, genannt „Charles Quint“ datiert aus dem 14. Jahrhundert und ist seit 1980 als Monument historique eingeschrieben. Es birgt das Museum Musée de la libération erinnert an die Befreiung der Provence im August 1944 durch die Operation Dragoon.
- Die Pfarrkirche Saint-Joseph hat Ursprünge aus dem Mittelalter. Sie birgt zahlreiche Ausstattungsgegenstände, die in der Base Palissy gelistet sind und ist seit 1989 als Monument historique eingeschrieben.
- Die provenzalischen Märkte, die donnerstags und sonntags abgehalten werden, sind sowohl von Touristen als auch von Bewohnern der Region gut besucht.
- Die Gorges de Pennafort liegen etwa 5 km nördlich von Le Muy.

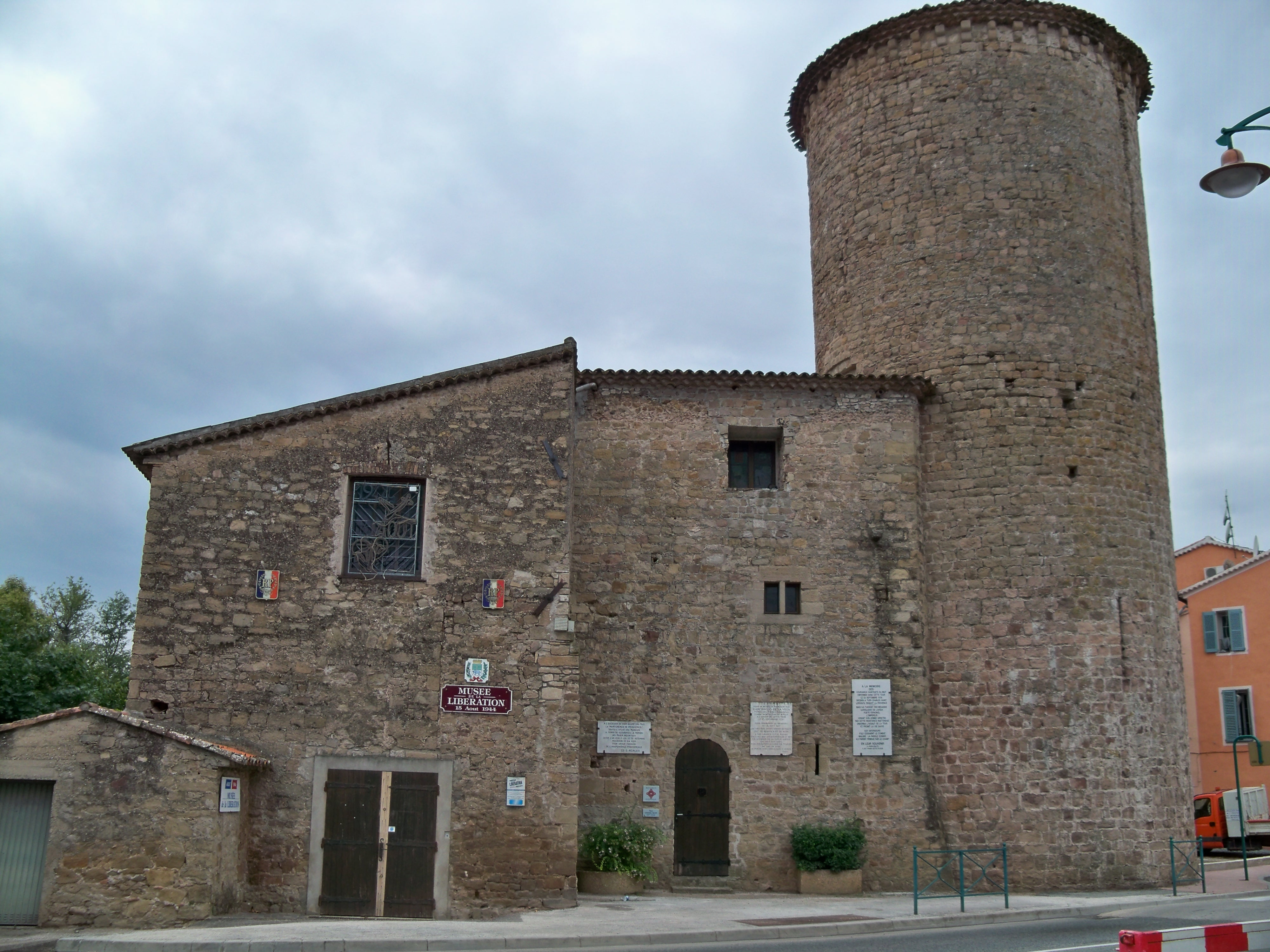
Ehemaliges Herrenhaus mit Turm „Charles Quint“
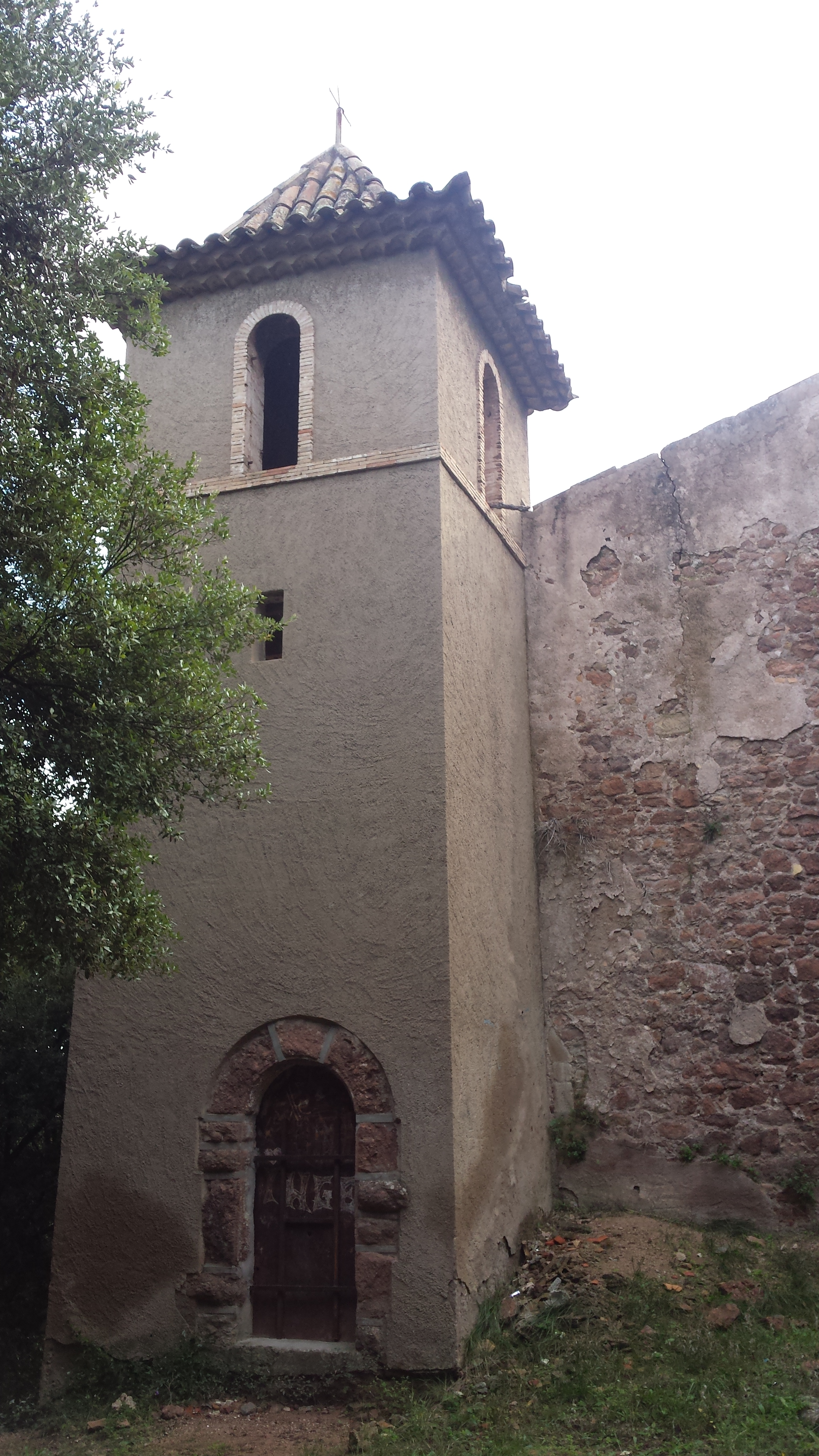
Kirche Notre-Dame-de-la-Roquette
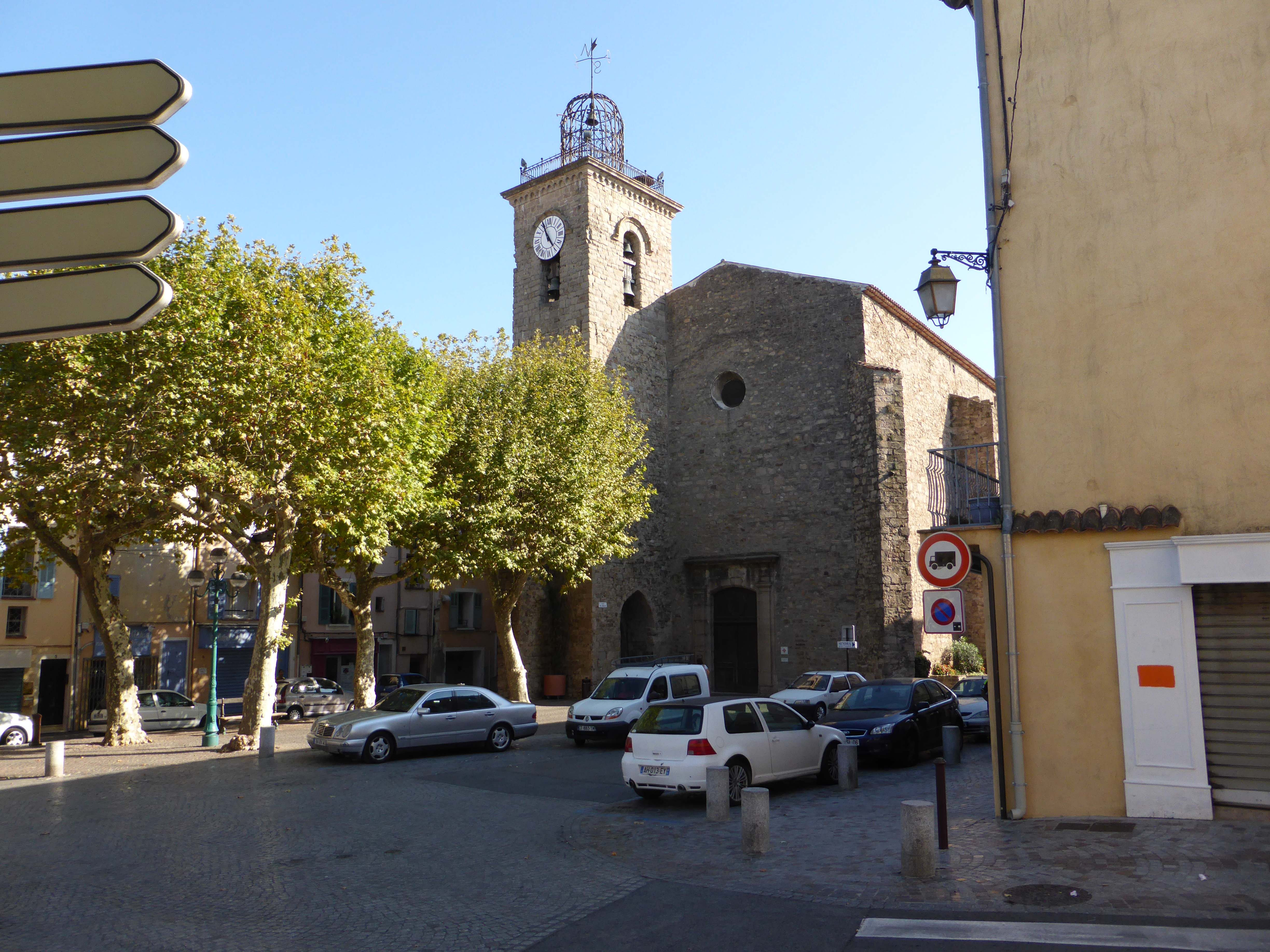
Pfarrkirche Saint-Joseph

## Wirtschaft
- Weingüter, in denen Weine der AOC Côtes de Provence, unter anderem der Chateau du Rouët angebaut werden.
- Der Golfplatz Saint-Endréol in La Motte en Provence ist ein beliebtes Ziel des Sporttourismus.
- Im Industriegebiet befindet sich unter anderem das Regionaldepot der Firma Schlecker.

## Persönlichkeiten
- Henry Sénès (1877–1961), sozialistischer Politiker und Résistance-Kämpfer